# Гагаринский, Юрий Владимирович
Ю́рий Влади́мирович Гага́ринский (16 февраля (1 марта) 1915, село Петровка Гадячского уезда Полтавской губернии — 22 января 1976, Владивосток) — советский химик-неорганик, доктор химических наук (1964), профессор (1967), член-корреспондент Академии наук СССР (1970).

## Биография
Сын сельского врача (пятый ребёнок в семье, мать родила его в 48 лет). После смерти отца переехал в Москву, где к тому времени уже жили старшие братья и сёстры.
Окончил химический факультет МГУ (1937, с отличием). Собирался поступать в аспирантуру, но из-за того, что указал в анкете, что брат служил в Белой армии и потом эмигрировал в Болгарию, был исключён из комсомола.
Учитель математики и физики средней школы в пос. Редкино Калининской области (1937—1939), сменный инженер на Клинской фабрике искусственного волокна (1939—1941).
В 1941—1946 служил в РККА, участник Великой Отечественной войны, последнее воинское звание подполковник, должность — начальник химического отдела армии.
После демобилизации — научный сотрудник на кафедре термохимии МГУ.
В 1947—1961 работал в «закрытом» НИИ химической промышленности СССР. Участник атомного проекта, занимался вопросами химии и технологии урана, полония, трития и других радиоактивных элементов.
Тема химии и технологии получения фторидов урана легла в основу его кандидатской и докторской диссертаций, а затем написанной совместно с Л. А. Хрипиным монографии «Тетрафторид урана».
В 1961 г. переехал в г. Новосибирск, научный сотрудник Института неорганической химии СО АН СССР, руководил лабораторией химии урана и тория.
С 1966 г. — в Отделе химии Дальневосточного филиала АН СССР, который под его руководством в 1970 г. преобразован в Институт химии Дальневосточного научного центра АН СССР.
Доктор химических наук (1964). Профессор (1967). Член-корреспондент АН СССР (1970).
Область научных интересов: термодинамические свойства галогенидов, оксидов и других соединений урана, кристаллических структур неорганических соединений.

## Звания и награды
Награждён орденами Красной Звезды (1944), Отечественной войны I степени (1945), Трудового Красного Знамени (1975).

## Память
Именем Ю.В. Гагаринского названо научно-исследовательское судно «Профессор Гагаринский», переданное в мае 2025 года Совместному Российско-Вьетнамскому Тропическому и технологическому центру.